# Widdrington (estação ferroviária)
Widdrington é uma estação ferroviária na East Coast Main Line, que serve à paróquia civil de Widdrington Station and Stobswood, em Northumberland, Inglaterra. É propriedade da Network Rail e gerida pela Northern Trains.

## Facilidades
A estação não tem funcionários e possui apenas comodidades básicas - abrigos de espera e cartazes de horários em ambas as plataformas, bem como um telefone público na plataforma 1. Por não haver bilheterias no local, as passagens devem ser compradas antes da viagem ou no trem. 
Os antigos edifícios da estação sobreviveram, mas agora são ocupados por particulares. O acesso sem degraus está disponível para ambas as plataformas através da passagem de nível no extremo norte da estação.

## Serviços
Atualmente, os únicos trens que fazem escala em Widdrington são um para o norte e dois para o sul, de segunda a sábado, apenas pela Northern, que também administra a estação. Não há serviço aos domingos. Esta tem sido a frequência padrão desde que a extinta British Rail reduziu o nível de serviço na rota local em 1991, devido à falta de material rodante. O único trem para o norte vai para Alnmouth e Chathill, enquanto os dois trens para o sul vão para Newcastle Central e, depois, para a Tyne Valley Line. A partida matinal termina em Prudhoe, enquanto o serviço noturno segue para Carlisle.
O grupo de usuários ferroviários locais The South East Northumberland Rail User Group (SENRUG) tem feito campanha, desde setembro de 2016, para melhorar os serviços locais aqui e na vizinha Pegswood, a fim de atender a plano de £50 milhões para o desenvolvimento de um parque de esportes e lazer, a ser construído em um antigo local de mineração a céu aberto próximo à vila de Widdrington.